# Socialistische Jongelieden Bond
De Socialistische Jongelieden Bond (SJB) was een Nederlandse vereniging van jongens en jonge mannen, die in 1898 ontstond als opvolger van de Sociaal-Democratische Jongelieden Bond (SDJB).
De SJB had een libertair socialistische grondslag. De bond heeft bestaan tot 1908.

## Geschiedenis

### Voorgeschiedenis
In 1888 werd in Amsterdam de eerste landelijke jongeliedenbond op socialistische grondslag gevormd: de Sociaal-Democratische Jongelieden Bond (SDJB), die fungeerde als de jeugdorganisatie van de Sociaal-Democratische Bond (SDB) van Ferdinand Domela Nieuwenhuis.
Toen in 1894 de SDAP (Sociaal Democratische Arbeiders Partij) werd opgericht (de voorloper van de huidige PvdA) raakte de SDB steeds meer in anarchistisch vaarwater. De strijd tussen “parlementairen” en “revolutionairen” verzwakte de SDJB. In 1896 kwam een reorganisatie tot stand.

### Vorming van de SJB
Het sociaaldemocratische beginsel van de SDJB wordt ingeruild voor een vrij-socialistische grondslag en de naam van de bond wordt veranderd in Socialistische Jongelieden Bond (SJB).
Het ontwerpprogram noemt als doel van de bond:
"a. Te strijden tegen de onderdrukking, in welke vorm ook, doch tegen militarisme en drankgebruik in 't bijzonder.
"b. 't Intellectueel standpunt der jongelieden in het algemeen en dat zijner leden in het bijzonder, te verhogen".

### Ontwikkeling
De SJB had duidelijk het meest op met de Socialistenbond (zoals de SDB sinds 1894 heette), maar toen de SDB in 1900 op ging in de SDAP bleef de SJB zelfstandig. Kort daarna trad een groep uit die de Revolutionair Socialistische Jongelieden Club vormden en in 1901 vormde de SDAP haar eigen jeugdorganisatie, De Zaaier.
De SJB bleef haar zelfstandigheid zowel t.o.v. de anarchistische, als t.o.v. de sociaaldemocratische stroming benadrukken. De voorzitter schrijft in “De Jonge Werker” van sept. 1903: “Het zij hier nogmaals nadrukkelijk verklaard, dat de SJB noch sociaal-democratisch, noch anarchistisch is: hij wil de ontwikkeling zijner leden bevorderen, opdat zij later met bewustheid een keuze zullen kunnen doen”.
Rond 1908 verdwijnt een aantal oudere leden. Dan besluit de rest om zich bij De Zaaier aan te sluiten.

## Karakteristieken van de SJB
Belangrijke kenmerken van de SJB waren:
- het antimilitarisme;
- de invloed van het tolstojanisme;
- de aandacht voor “algemene ontwikkeling”: van cursussen Nederlandse taal tot plant- en dierkunde;
- de geheelonthouderskoffiehuizen speelden een grote rol als trefpunt;
- de bond droeg het karakter van een jeugdbeweging. Veel leden hadden een gespannen verhouding met hun ouders. In de bond ging het er ruig aan toe: er werden opruiende strooibiljetten verspreid, er werd 's nachts geplakt en gekalkt, en waren kloppartijen met de politie, etc.

## Voetnoten
1. ↑  Harmsen 1961, p. 29
2. ↑  Omtrent het exacte tijdstip waarop omvorming van SDJB tot SJB plaatsvond verschaft Harmsen 1961 geen duidelijkheid. Op p. 29 stelt hij dat vermoedelijk eind 1897 te Rotterdam een congres plaatsvond dat het voorstel tot reorganisatie bekrachtigde. Op p. 45 spreekt hij van de "Socialistische Jongelieden Bond van 1898".
3. ↑  Geciteerd bij Harmsen 1961, p. 29
4. ↑  geciteerd bij Harmsen 1961, p. 46
5. ↑  Harmsen 1961, p. 46f